# Iphisa elegans
Iphisa elegans là một loài thằn lằn trong họ Gymnophthalmidae. Loài này được Gray mô tả khoa học đầu tiên năm 1851.